# اشکفتک (شهرکرد)
اشکفتک یکی از محلات  در غرب شهرستان شهرکرد در استان چهارمحال و بختیاری است.
دهخدا در ذیل عنوان اشکفتک آورده است: اشکفتک. [ اِ ک َ ت َ ] (اِخ) در حومهٔ شهرستان شهرکرد واقع در ۷هزارگزی باختر شهرکرد است که در محلی کوهستانی و معتدل واقع است و سکنهٔ آن ۱۳۴۷تن می‌باشد. مذهب اهالی شیعه و زبان آنان فارسی - ترکی است. آب آن از قنات تأمین می‌شود و محصولات آن عبارت است از: غلات و کشمش. شغل اهالی زراعت و گله داری وصنایع دستی زنان قالی بافی است. راه شوسه دارد. در این آبادی خانه‌هایی از سنگ در کوه ساخته شده که اشکفتک نامیده می‌شود.

## جمعیت
این محله در حومه شهرکرد قرار دارد و براساس سرشماری مرکز آمار ایران در سال ۱۳۸۵، جمعیت آن ۳٬۸۹۱ نفر (۱٬۰۱۴خانوار) بوده‌است.